# Solido (moneta)
Il solido era una moneta d'oro coniata nell'Impero romano.

## Storia
Questa moneta fu inizialmente introdotta da Diocleziano (284-305), successivamente e in forma diversa fu Costantino I nel 309/310 a reintrodurla. Fu usata in tutto l'Impero Romano d'Oriente fino al X secolo. La moneta sostituì l'aureo come principale moneta d'oro dell'Impero Romano.
La moneta veniva emessa ad un valore teorico di 1/72 di libbra romana (circa 4,5 grammi). I solidi erano più larghi e sottili degli aurei, ad eccezione di alcune emissioni dell'Impero Bizantino, più simili all'aureo. Il peso e la finezza del solido rimasero relativamente costanti per tutto il periodo della sua produzione, con poche eccezioni. Vennero prodotte anche delle frazioni del solido, chiamate semisse (mezzo solido) e tremisse (un terzo di solido).
I termini "soldo", "soldato", "assoldare", oggi nell'uso corrente della lingua italiana, così come l'inglese "soldier" ed il tedesco e francese "Soldat", derivano proprio dal termine "solidus".